# Никанор (апостол от 70)
Никано́р (др.-греч. Νικάνωρ) — апостол от семидесяти, один из семи диаконов, выбранных апостолами.

В эти дни, когда умножились ученики, произошёл у Еллинистов ропот на Евреев за то, что вдовицы их пренебрегаемы были в ежедневном раздаянии потребностей. Тогда двенадцать [Апостолов], созвав множество учеников, сказали: нехорошо нам, оставив слово Божие, пещись о столах. Итак, братия, выберите из среды себя семь человек изведанных, исполненных Святаго Духа и мудрости; их поставим на эту службу… и избрали Стефана, мужа, исполненного веры и Духа Святаго, и Филиппа, и Прохора, и Никанора, и Тимона, и Пармена, и Николая Антиохийца, обращённого из язычников.
— Деян. 6:1-5
Святой Никанор пострадал в тот день, когда был побит камнями святой первомученик архидиакон Стефан и множество других христиан.

## Дни памяти и покровительство
- В православной церкви: 4 января (юлианский календарь) — соборная память апостолов от 70-и; 28 июля — общая память первых диаконов, хотя они скончались в разное время и в разных местах.
- В католическом: 28 июля.